# Samantha Cristoforetti
Samantha Cristoforetti (ur. 26 kwietnia 1977 w Mediolanie) – włoska astronautka, emerytowana pilot, żołnierz Włoskich Sił Powietrznych, kapitan, inżynier. Ustanowiła kobiecy rekord najdłuższego pojedynczego pobytu w kosmosie (199 dni i 16 godzin) oraz rekord najdłuższego pojedynczego pobytu w kosmosie astronauty z Europejskiej Agencji Kosmicznej. Pierwsza Włoszka, która poleciała w kosmos. Pierwsza osoba, która zaparzyła kawę w kosmosie.

## Życiorys
Urodzona w Mediolanie Cristoforetti dzieciństwo spędziła w Malè, w Val di Sole, w prowincji Trydent. W wieku 18 lat wzięła udział w amerykańskim programie wymiany zagranicznej z organizacją AFS, uczestnicząc w U.S. Space Camp. Studiowała w Bolzano i Trydencie, ukończyła studia na Uniwersytecie Technicznym w Monachium z dyplomem z inżynierii mechanicznej. Studiowała także na École Supérieure d’Aéronautique w Tuluzie oraz na Rosyjskim Chemiczno-Technologicznym Uniwersytecie im. D.I. Mendelejewa w Moskwie. Ukończyła także Uniwersytet w Neapolu na kierunku lotniczym, studiowała na Accademia Aeronautica w Pozzuoli, stając się jedną z pierwszych kobiet – pilotów myśliwskich i poruczników Włoskich Sił Powietrznych. Jest drugim absolwentem Space Camp, który poleciał w przestrzeń kosmiczną.
W ramach treningu ukończyła także wspólne szkolenie europejskie NATO dla pilotów myśliwskich. Ma nalot ponad 500 godzin na sześciu typach samolotów wojskowych: SF-260, T-37, T-38, MB-339A, MB-339CD i AMX. Ma stopień wojskowy kapitana lotnictwa.
Włoszka jest poliglotką, mówi po włosku, angielsku, niemiecku, francusku, rosyjsku i chińsku.
Po 19 latach odeszła ze służby wojskowej nabywając emeryturę.

### MisjaFutura
3 lipca 2012 roku Europejska Agencja Kosmiczna ogłosiła, że Cristoforetti weźmie udział w długotrwałej misji na Międzynarodowej Stacji Kosmicznej w 2014 roku. 23 listopada 2014 roku Sojuz TMA-15M wystartował z kosmodromu Bajkonur, dokując do MSK sześć godzin później. Cristoforetti i jej towarzysze wrócili na Ziemię 11 czerwca 2015.
Misja Cristoforetti nosiła nazwę Futura. W czasie pobytu na stacji przeprowadziła liczne eksperymenty naukowe, w tym pięć projektów związanych z fizjologią człowieka w warunkach nieważkości. Była operatorem w trakcie odcumowywania statku ATV-5. W lutym 2015 roku rozpoczęła program „Mission X: Train Like an Astronaut”, który polegał na zapoznaniu tysięcy dzieci w wieku od 8 do 12 lat z wielu krajów z pracą kosmonauty oraz zdrowym trybem życia i odżywiania. Badała także przydatność alg z rodzaju Spirulina przy pozyskiwaniu żywności w drodze fotosyntezy w środowisku o sztucznie odnawianej atmosferze.

### Powrót na Ziemię
Miesięczne opóźnienie lotów związane z awarią dwóch rosyjskich rakiet nośnych spowodowało przedłużenie jej pobytu, a z tym ustalenie rekordu długości pobytu kobiety jak i astronauty z ESA w przestrzeni kosmicznej.

### Ekspedycja 67
S.Cristoforetti została przydzielona do lotu na Międzynarodową Stację Kosmiczną po raz drugi wiosną 2022 r. Leci na czwartej misji NASA Commercial Crew Program, SpaceX Crew-4 na statku kosmicznym SpaceX Crew Dragon. Misja wystartowała 27 kwietnia 2022 roku, przed zadokowaniem tego samego dnia. Druga misja Włoszki na MSK nazywa się Minerva. Była pierwszą osobą, która nakręciła wideo TikTok na pokładzie Międzynarodowej Stacji Kosmicznej, a niektóre z jej pokładowych filmów obejrzano miliony razy.
21 lipca 2022 r. S.Cristoforetti wykonała swój pierwszy spacer kosmiczny, który trwał 7 godzin i 5 minut. Wraz z Olegiem Artiemjewem wspólny spacer kosmiczny ESA - Roskosmos był trzecim spacerem kosmicznym, w którym instalowano ERA. S.Cristoforetti była pierwszym nie-Rosjaninem, który użył skafander Orłan (Orłan MKS) od czasu Michaela Barratta w czerwcu 2009 roku i pierwszym europejskim astronautą, który to zrobił od czasu Jean-Pierre'a Haigneré 16 kwietnia 1999 roku.

### Ekspedycja 68
Z dniem 28 września 2022 roku, jako pierwsza Europejka objęła dowodzenie MSK. 19 maja 2021 roku podjęto decyzję w tej sprawie.

### Science fiction

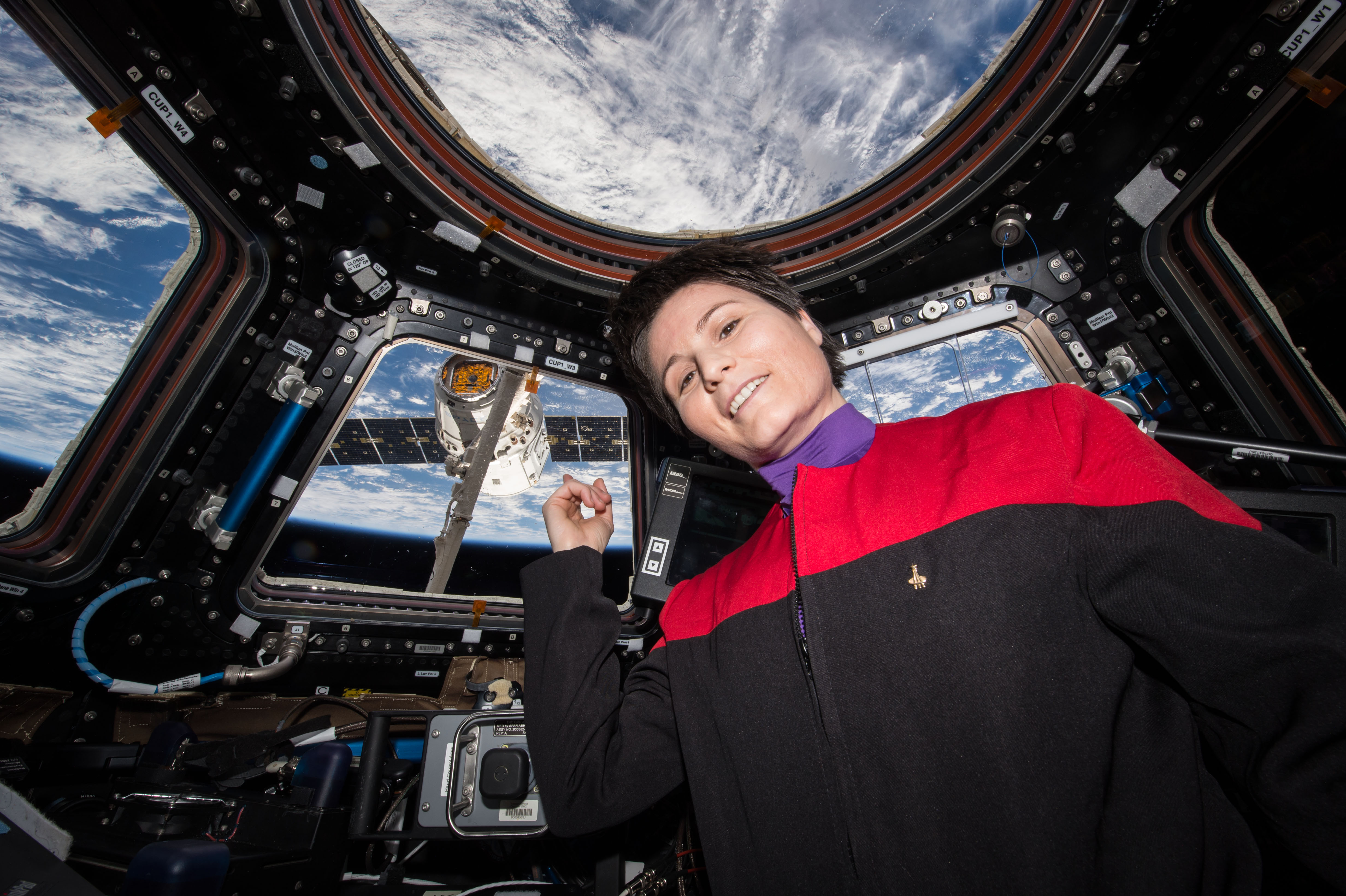
Cristoforetti w module Cupola wskazuje SpaceX CRS-6 „«There’s coffee in that nebula»… ehm, I mean… in that #Dragon”

Cristoforetti pozowała do zdjęcia w koszuli nawiązującej do książki Autostopem przez Galaktykę, jej towarzysz Anton Szkaplerow miał koszulę z odniesieniami do Wielkiego pytania o życie, wszechświat i całą resztę. Na blogu Ekspedycji 42 była specjalna sekcja „Don’t panic”. W kwietniu 2015 roku, gdy kapsuła Dragon przywiozła na pokład MSK maszynę do espresso, w serwisie Twitter opublikowała swoją fotografię w stroju Gwiezdnej Floty z komentarzem „«There’s coffee in that nebula»… ehm, I mean… in that #Dragon” (odnoszącym się do kapitan Janeway z serialu Star Trek: Voyager i jej miłości do kawy). Była to pierwsza kawa zaparzona na pokładzie MSK.

## Odznaczenia
Komandor Orderu Zasługi Republiki Włoskiej z dniem 6 marca 2013 r.
16 lipca 2015 roku Prezydent Włoch S.Mattarella uczynił ją Kawalerem Wielkiego Krzyża Orderu Zasługi Republiki Włoskiej. 20 lipca 2015 roku polityk wręczając jej order powiedział m.in.: Jej poczynania śledzili z zachwytem i miłością wszyscy Włosi.
Stowarzyszenie Uczestników Lotów Kosmicznych (Association of Space Explorers) przyznało jej Universal Astronaut Insignia za lot orbitalny (nr 538).

## Wyrazy uznania

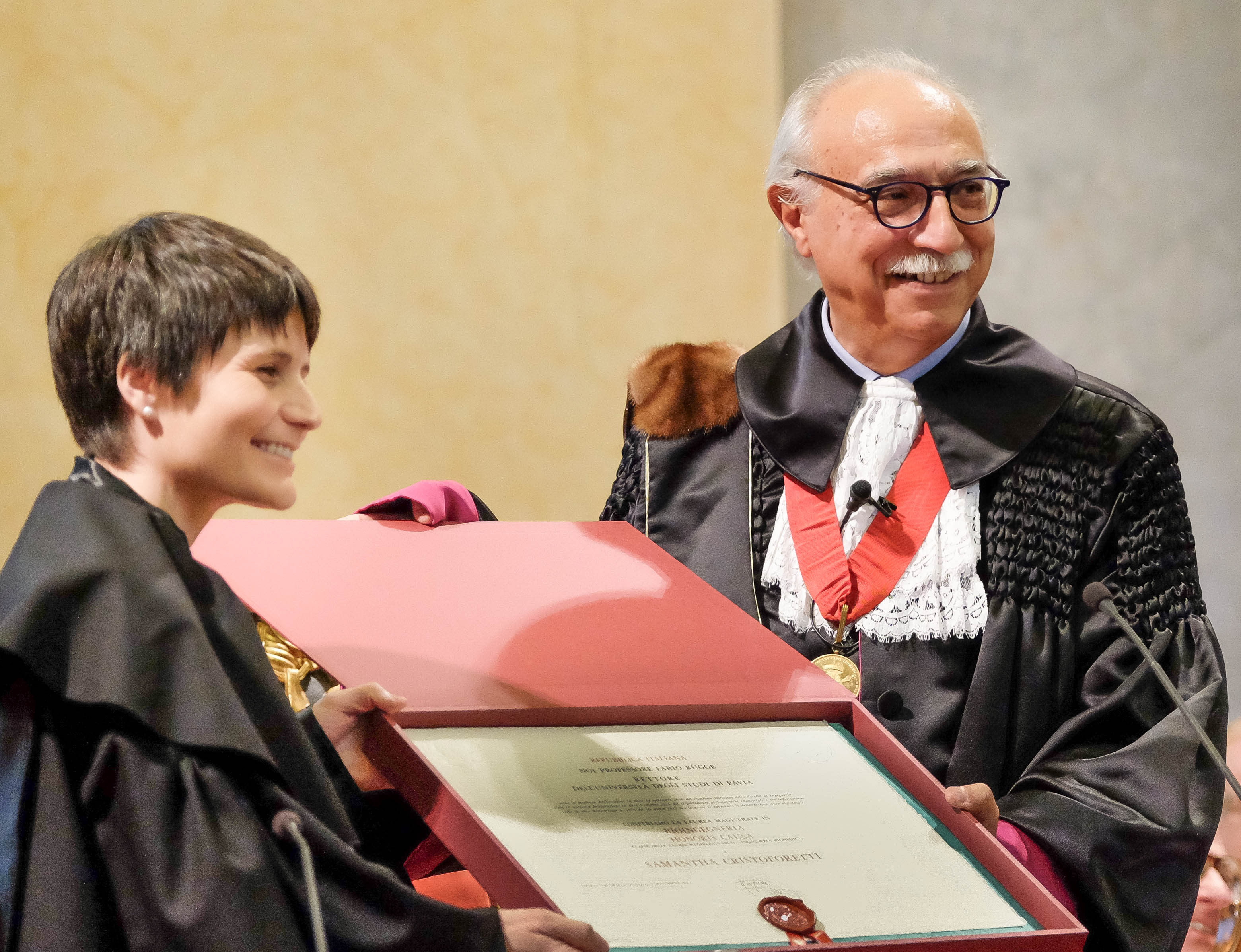
Wręczenie Samancie Cristoforetti dyplomu magistra honorowego Università degli Studi di Pavia w dziedzinie bioinżynierii

- Kapitan lotnictwa S.Cristoforetti jest magistrem honorowym Uniwersytetu w Pawii i Politechniki w Turynie[31][32][33][34]. Doktorem honorowym Wolnego Uniwersytetu w Amsterdamie[35]
- Asteroida 15006 Samcristoforetti(inne języki)
- Mieszaniec dwulistnika nazwany po łacińsku jej nazwiskiem[36]
- Uhonorowana tytułem Barbie Shero, ma swoją lalkę[37].

## Życie rodzinne
Ma dwoje dzieci z inżynierem, Francuzem Lionelem Ferrą, z listopada 2016 r. córkę Kelsey Amal, z 2021 r. syna imieniem Dorian Lev i mieszkają blisko Europäisches Astronautenzentrum w Kolonii.

## Film
Jest bohaterką filmu dokumentalnego Astrosamantha - La donna dei record nello spazio.